# La Loggia

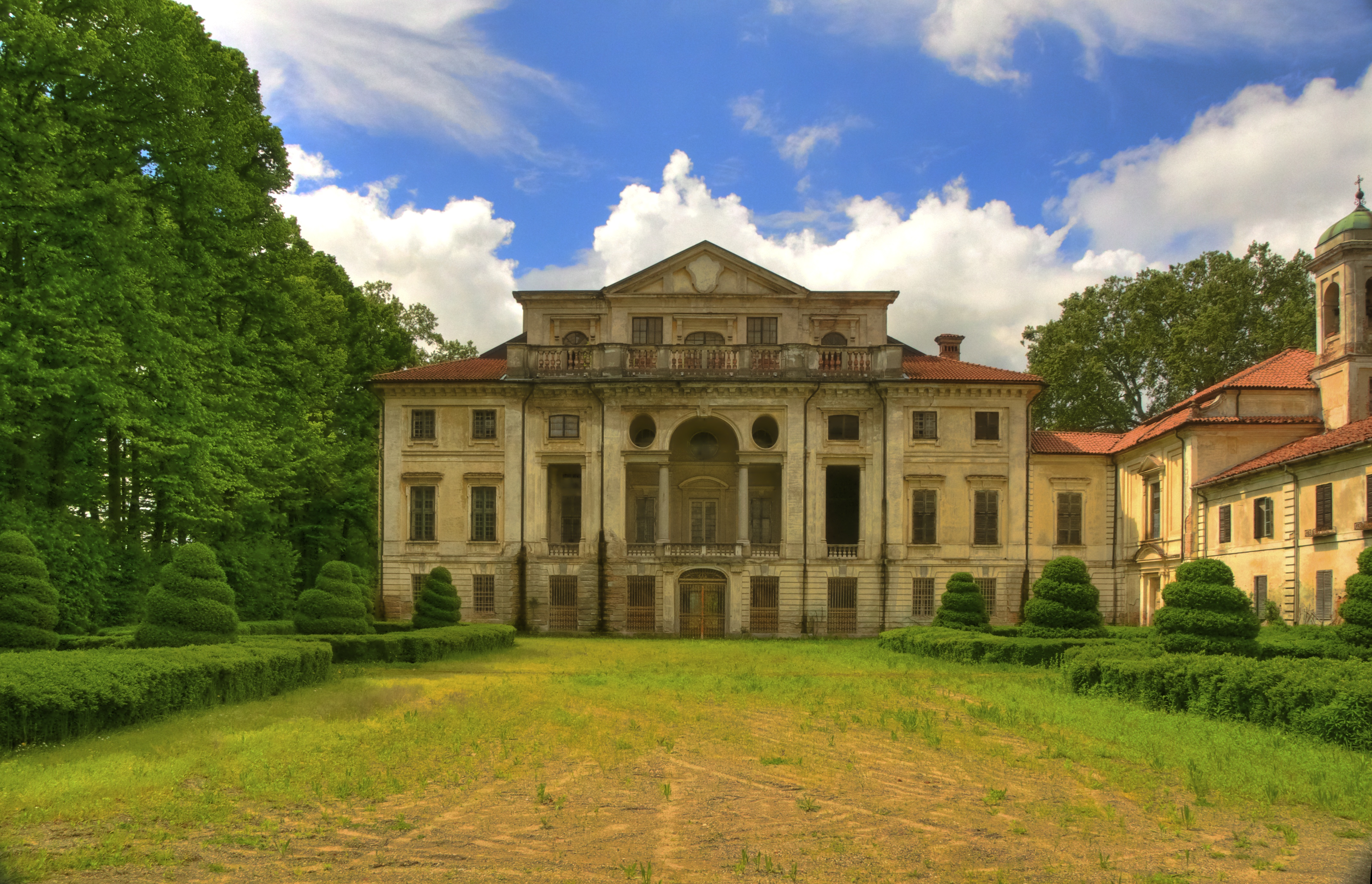
Hình ảnh thành phố Villa Carpeneto, La Loggia Ở Ý.

La Loggia là một đô thị ở tỉnh Torino trong vùng Piedmont, có vị trí cách khoảng 11 km về phía nam của Torino. Tại thời điểm ngày 31 tháng 12 năm 2004, đô thị này có dân số 6.838 người và diện tích là 12,8 km².
La Loggia giáp các đô thị: Moncalieri, Vinovo, và Carignano.